# Shaukatullah Khan
Shaukatullah Khan ou Shaukat Ullah Khan (en ourdou : شوکت اللہ خان), né le 2 avril 1969, est un homme politique pakistanais.
Originaire d'une famille tribale influente de l'agence de Bajaur, dans les régions tribales, il est successivement député, ministre fédéral et gouverneur de la province de Khyber Pakhtunkhwa.

## Biographie

### Étude
Originaire d'une famille tribale influente de l'agence de Bajaur, son père, Haji Bismillah Khan, est élu député de l'Assemblée nationale en 1988 et 1993 et soutient Benazir Bhutto. Son frère, Hidayatullah Khan, est sénateur.
Il suit sa scolarité puis ses études dans le district de Swat et dans le district de Kohat. Il est diplômé en génie civil de l'Université de Taxila. 

### Carrière politique
À l'âge de 33 ans, il se présente pour la première fois dans la circonscription no 43 de l'Assemblée nationale, dans l'agence de Bajaur, lors des élections législatives de 2002, mais il perd le scrutin. Se présentant dans la même circonscription pour les élections de 2008, il remporte cette fois un siège.
Il devient ensuite ministre dans le gouvernement fédéral menée par le Parti du peuple pakistanais, successivement ministre des sports et ministre des frontières. Le 11 février 2013, il est nommé gouverneur de la province de Khyber Pakhtunkhwa par le président Asif Ali Zardari sur le conseil du Premier ministre Raja Pervez Ashraf, en remplacement de Masood Kausar. 
Sa nomination est vue comme un élément important pour la négociations entre les talibans et le gouvernement, alors que les régions tribales, dont il est originaire, sont directement administrées par le gouverneur de la province de Khyber Pakhtunkhwa. Après son investiture, il annonce faire du rétablissement de la paix dans la région sa priorité.
Le 14 avril 2014, il doit quitter son poste alors que Mehtab Ahmed Khan Abbasi est nommé pour lui succéder. 
Lors des élections législatives de 2018, il se présente dans la première circonscription de Bajaur à titre indépendant, contre un membre de son propre parti notamment. Réunissant 16,4 % des voix, il perd l'élection en arrivant à la troisième place seulement.